# Tonbridge Angels F.C.
Tonbridge Angels FC là một câu lạc bộ bóng đá có trụ sở tại Tonbridge, Kent, Anh. Thành lập vào năm 1947, đội bóng hiện thi đấu tại National League South

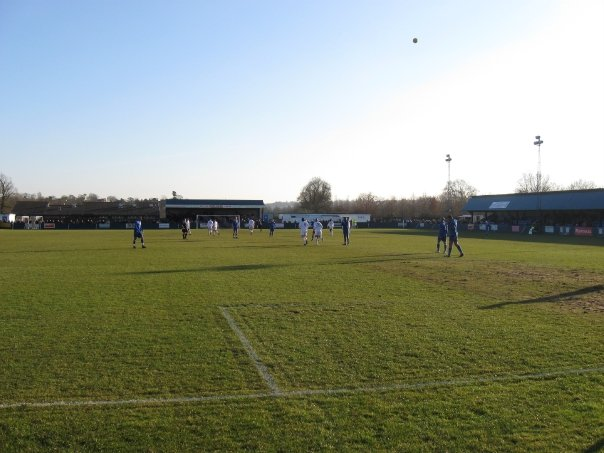
Sân vận động Longmead

## Danh hiệu
- Kent League
  - Nhà vô địch mùa giải 1992–93
- Kent League Cup
  - Nhà vô địch các mùa giải 1989–90 & 1991–92
- Kent League Charity Shield
  - Nhà vô địch các mùa giải 1993–94
- Kent Senior Cup 
  - Nhà vô địch các mùa giải 1964–65 & 1974–75
- Kent Floodlit Cup 
  - Nhà vô địch các mùa giải 1963–64 & 1966–67
- Kent Senior Shield
  - Nhà vô địch các mùa giải 1951–52, 1955–56, 1957–58, 1958–59 & 1963–64
- National League
  - Đội thắng trận Play-Off vòng 3 mùa giải 2018–19[1][2]
- Isthmian League Premier Division
  - Đội thắng trận Play-Off các mùa giải 2010–11, 2018–19[3]
- Isthmian League Division One
  - Đội thắng trận Play-Off mùa giải 2005–06
- Isthmian League Cup 
  - Á quân mùa giải 2016–17
- Courier Cup 
  - Nhà vô địch các mùa giải (đổi tên thành The George Piper Trophy năm 2007) 2000, 2001 (đồng vô địch), 2002, 2003, 2004, 2005, 2007, 2008, 2009, 2013
- Metropolitan League 
  - Nhà vô địch mùa giải 1952–53
- Metropolitan League Cup
  - Nhà vô địch các mùa giải 1951–52, 1952–53 & 1956–57
- Supporters Shield 
  - Nhà vô địch mùa giải 2015